# Anna Mazzola
Pour les articles homonymes, voir Mazzola (homonymie).
Anna Mazzola est une femme de lettres britannique, auteure de roman policier historique.

## Biographie
Anna Mazzola fait des études au Pembroke College d'Oxford, puis devient avocate et, plus précisément, solliciteur dans des procès de causes criminelles.
En 2016, elle publie son premier roman, The Unseeing, grâce auquel elle est lauréate du prix Edgar-Allan-Poe 2018 du meilleur livre de poche. Ce roman raconte la vie de Sarah Gale, reconnue coupable d'être complice d'un meurtre à Londres en 1837. 
Anna Mazzola reconnaît l'influence de Sarah Waters, Daphne Du Maurier, Shirley Jackson et Margaret Atwood sur son écriture.
Elle vit, avec sa famille, à Camberwell.

## Œuvre

### Romans
- The Unseeing (2016)
- The Story Keeper (2018)
- The Clockwork Girl (2022)

## Prix et distinctions

### Prix
- Prix Edgar-Allan-Poe 2018 du meilleur livre de poche pour The Unseeing[2]
- Gold Dagger Award 2025 pour The Book of Secrets[3]

### Nominations
- Grazia First Chapter 2016 pour The Unseeing[4]
- Gold Dagger Award 2023 pour The Clockwork Girl[3]
- Prix Dagger 2023 du meilleur roman roman policier historique pour The Clockwork Girl[3]
- Prix Dagger 2025 du meilleur roman roman policier historique pour The Book of Secrets[3]